# Moriolomyces descensae
Moriolomyces descensae är en svampart som beskrevs av Cif. & Tomas. 1953. Moriolomyces descensae ingår i släktet Moriolomyces, klassen Dothideomycetes, divisionen sporsäcksvampar och riket svampar.   Inga underarter finns listade i Catalogue of Life.